# Bahrein a 2016. évi nyári olimpiai játékokon
Bahrein a brazíliai Rio de Janeiróban megrendezett 2016. évi nyári olimpiai játékok egyik részt vevő nemzete volt. Az országot az olimpián 4 sportágban 33 sportoló képviselte, akik összesen 2 érmet szereztek.

## Érmesek
| Érem  | Versenyző    | Sportág  | Versenyszám        |
| ----- | ------------ | -------- | ------------------ |
| Arany | Ruth Jebet   | Atlétika | Női 3000 m akadály |
| Ezüst | Eunice Kirwa | Atlétika | Női maraton        |

## Atlétika
Férfi
| Versenyző            | Versenyszám    | Selejtező | Selejtező | Selejtező | Előfutam      | Előfutam      | Előfutam      | Elődöntő | Elődöntő | Elődöntő | Döntő         | Döntő         |
| Versenyző            | Versenyszám    | Idő       | Hely.     | Össz.     | Idő           | Hely.         | Össz.         | Idő      | Hely.    | Össz.    | Idő           | Helyezés      |
| -------------------- | -------------- | --------- | --------- | --------- | ------------- | ------------- | ------------- | -------- | -------- | -------- | ------------- | ------------- |
| Kemarley Brown       | 100 m          | kiemelt   | kiemelt   | kiemelt   | 10,13         | 1.            | 8.**          | 10,13    | 5.       | 18.*     | kiesett       | kiesett       |
| Andrew Fisher        | 100 m          | kiemelt   | kiemelt   | kiemelt   | 10,12         | 2.            | 7.            | kizárták | kizárták | kizárták | kiesett       | kiesett       |
| Salem Eid Yaqoob     | 200 m          |           |           |           | 20,19         | 1.            | 6.*           | 20,43    | 5.       | 18.      | kiesett       | kiesett       |
| Abubakar Abbas       | 400 m          |           |           |           | kizárták      | kizárták      | kizárták      | kiesett  | kiesett  | kiesett  | kiesett       | kiesett       |
| Ali Khamis           | 400 m          |           |           |           | 45,12         | 1.            | 3.            | 44,49    | 3.       | 8.       | 44,36         | 6.            |
| Abraham Rotich       | 800 m          |           |           |           | kizárták      | kizárták      | kizárták      | kiesett  | kiesett  | kiesett  | kiesett       | kiesett       |
| Benson Seurei        | 1500 m         |           |           |           | 3:38,82       | 7.            | 7.            | 3:40,53  | 8.       | 13.      | kiesett       | kiesett       |
| Zouhair Aouad        | 5000 m         |           |           |           | nem ért célba | nem ért célba | nem ért célba |          |          |          | kiesett       | kiesett       |
| Birhanu Balew        | 5000 m         |           |           |           | 13:19,83      | 4.            | 4.            |          |          |          | 13:09,26      | 9.            |
| Albert Rop           | 5000 m         |           |           |           | 13:24,95      | 2.            | 13.           |          |          |          | 13:08,79      | 7.            |
| Hassan Chani         | 10 000 m       |           |           |           |               |               |               |          |          |          | nem ért célba | nem ért célba |
| Abraham Cheroben     | 10 000 m       |           |           |           |               |               |               |          |          |          | 27:31,86      | 10.           |
| El Hassan El-Abbassi | 10 000 m       |           |           |           |               |               |               |          |          |          | 28:20,17      | 26.           |
| Nelson Cherutich     | 3000 m akadály |           |           |           | 8:35,87       | 9.            | 29.           |          |          |          | kiesett       | kiesett       |
| John Kibet Koech     | 3000 m akadály |           |           |           | 8:28,81       | 6.            | 18.           |          |          |          | kiesett       | kiesett       |
| Alemu Bekele         | Maraton        |           |           |           |               |               |               |          |          |          | nem ért célba | nem ért célba |
| Isaac Korir          | Maraton        |           |           |           |               |               |               |          |          |          | nem ért célba | nem ért célba |

Női
| Versenyző                 | Versenyszám    | Selejtező | Selejtező | Selejtező | Előfutam | Előfutam | Előfutam | Elődöntő | Elődöntő | Elődöntő | Döntő         | Döntő         |
| Versenyző                 | Versenyszám    | Idő       | Hely.     | Össz.     | Idő      | Hely.    | Össz.    | Idő      | Hely.    | Össz.    | Idő           | Helyezés      |
| ------------------------- | -------------- | --------- | --------- | --------- | -------- | -------- | -------- | -------- | -------- | -------- | ------------- | ------------- |
| Hajar Al-Khaldi           | 100 m          | kiemelt   | kiemelt   | kiemelt   | 11,59    | 6.       | 43.*     | kiesett  | kiesett  | kiesett  | kiesett       | kiesett       |
| Iman Essa                 | 100 m          | kiemelt   | kiemelt   | kiemelt   | 11,72    | 7.       | 53.*     | kiesett  | kiesett  | kiesett  | kiesett       | kiesett       |
| Edidiong Odiong           | 200 m          |           |           |           | 22,74    | 1.       | 14.      | 22,84    | 6.       | 17.      | kiesett       | kiesett       |
| Kemi Adekoya              | 400 m          |           |           |           | 50,72    | 2.       | 2.       | 50,88    | 4.       | 9.*      | kiesett       | kiesett       |
| Salwa Eid Naser           | 400 m          |           |           |           | 51,06    | 1.       | 3.       | 50,88    | 3.       | 9.*      | kiesett       | kiesett       |
| Tigest Gashaw             | 1500 m         |           |           |           | 4:10,96  | 11.      | 23.      | kiesett  | kiesett  | kiesett  | kiesett       | kiesett       |
| Mimi Belete Gebregeiorges | 5000 m         |           |           |           | 15:29,72 | 10.      | 19.      |          |          |          | kiesett       | kiesett       |
| Tigest Getent             | 3000 m akadály |           |           |           | 9:49,92  | 12.      | 40.      |          |          |          | kiesett       | kiesett       |
| Ruth Jebet                | 3000 m akadály |           |           |           | 9:12,62  | 1.       | 1.       |          |          |          | 8:59,75       |               |
| Rose Chelimo              | Maraton        |           |           |           |          |          |          |          |          |          | 2:27:36       | 8.            |
| Shitaye Eshete            | Maraton        |           |           |           |          |          |          |          |          |          | nem ért célba | nem ért célba |
| Eunice Kirwa              | Maraton        |           |           |           |          |          |          |          |          |          | 2:24:13       |               |

* - egy másik versenyzővel azonos eredményt ért el

** - négy másik versenyzővel azonos eredményt ért el

## Birkózás

### Férfi
Szabadfogású
| Versenyző    | Versenyszám | Selejtező         | Nyolcaddöntő                  | Negyeddöntő       | Elődöntő          | Vigaszág első kör | Vigaszág elődöntő | Bronz- mérkőzés   | Döntő             | Helyezés |
| Versenyző    | Versenyszám | Ellenfél Eredmény | Ellenfél Eredmény             | Ellenfél Eredmény | Ellenfél Eredmény | Ellenfél Eredmény | Ellenfél Eredmény | Ellenfél Eredmény | Ellenfél Eredmény | Helyezés |
| ------------ | ----------- | ----------------- | ----------------------------- | ----------------- | ----------------- | ----------------- | ----------------- | ----------------- | ----------------- | -------- |
| Adam Batirov | 65 kg       | erőnyerő          | Ikhtiyor Navruzov (UZB) · 7–7 | kiesett           | kiesett           | kiesett           | kiesett           | kiesett           | kiesett           | 14.      |

## Sportlövészet
Férfi
| Versenyző    | Versenyszám       | Selejtező | Selejtező | Döntő   | Döntő    |
| Versenyző    | Versenyszám       | Pont      | Helyezés  | Pont    | Helyezés |
| ------------ | ----------------- | --------- | --------- | ------- | -------- |
| Mahmood Haji | Sportpuska, fekvő | 612,6     | 46.       | kiesett | kiesett  |

## Úszás
Férfi
| Versenyző     | Versenyszám | Előfutam | Előfutam | Előfutam | Elődöntő | Elődöntő | Elődöntő | Döntő   | Döntő    |
| Versenyző     | Versenyszám | Idő      | Hely.    | Össz.    | Idő      | Hely.    | Össz.    | Idő     | Helyezés |
| ------------- | ----------- | -------- | -------- | -------- | -------- | -------- | -------- | ------- | -------- |
| Farhan Farhan | 50 m gyors  | 24,61    | 2.       | 58.      | kiesett  | kiesett  | kiesett  | kiesett | kiesett  |

Női
| Versenyző         | Versenyszám | Előfutam | Előfutam | Előfutam | Elődöntő | Elődöntő | Elődöntő | Döntő   | Döntő    |
| Versenyző         | Versenyszám | Idő      | Hely.    | Össz.    | Idő      | Hely.    | Össz.    | Idő     | Helyezés |
| ----------------- | ----------- | -------- | -------- | -------- | -------- | -------- | -------- | ------- | -------- |
| Fatema Al-Mahmeed | 50 m gyors  | 32,28    | 2.       | 74.      | kiesett  | kiesett  | kiesett  | kiesett | kiesett  |